# Chéronnac-Leukogranit
Der Chéronnac-Leukogranit ist ein kleiner spätvariszischer Leukogranit des Limousins im nordwestlichen Massif Central.

## Geographie

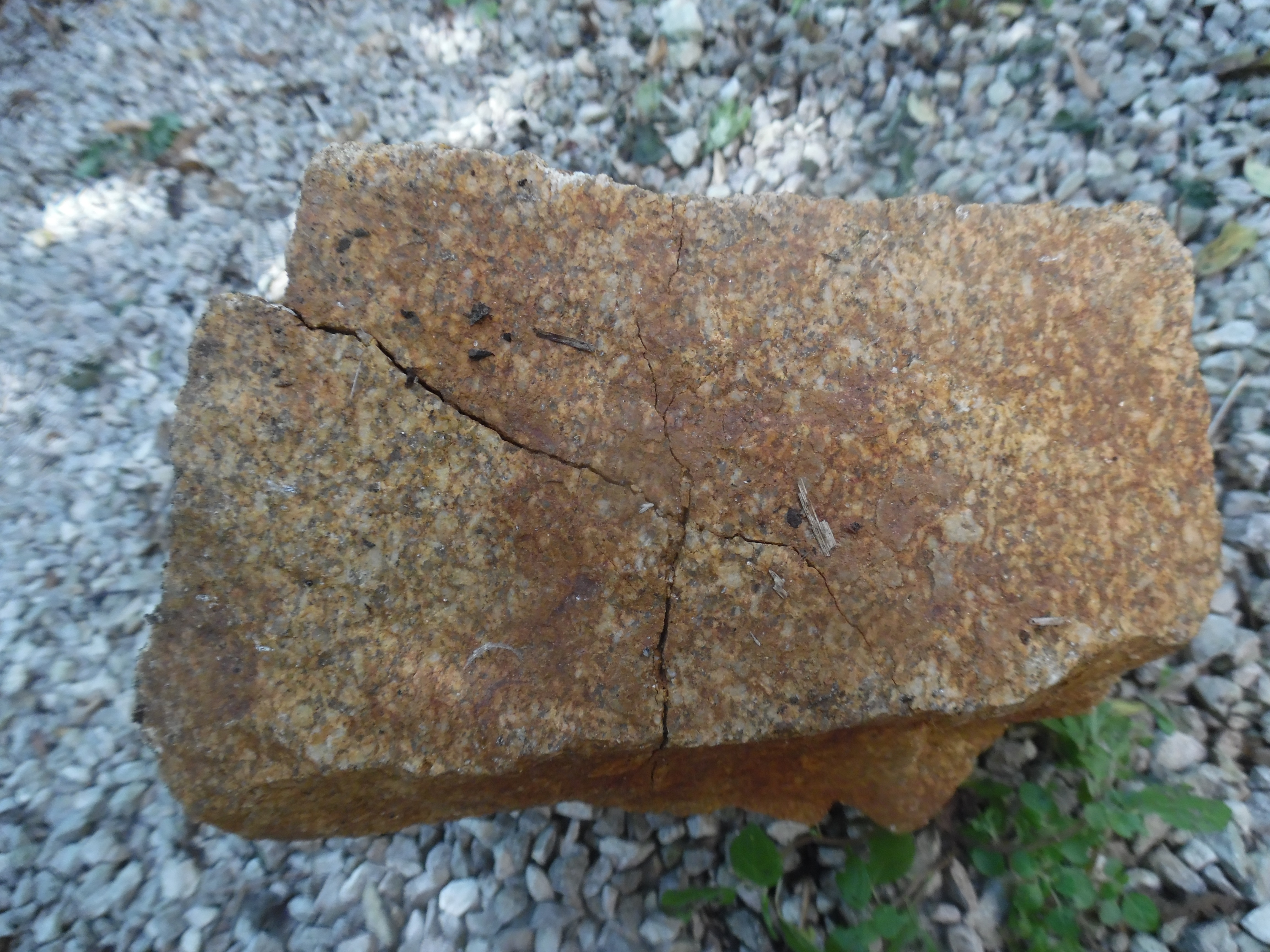
Handstück des Chéronnac-Leukogranits von Le Chatenet bei Vayres

Der Chéronnac-Leukogranit stellt mit 13 Kilometer Länge und nur 2 Kilometer Breite einen recht asymmetrischen Intrusionskörper dar. Seine Längserstreckung erfolgt in Ost-West-Richtung, wobei der Umriss des Leukogranits einen gefalteten Eindruck hinterlässt. Das Vorkommen reicht nördlich von Chez Balland (Gemeinde Sauvagnac im Département Charente) im Westen bis Merlis (Gemeinde Vayres im Département Haute-Vienne) im Osten. Es ist aber nicht zusammenhängend, sondern wird südlich vom namensgebenden Chéronnac von Alteriten bis zu 10 Meter oberflächlich verhüllt und somit in zwei Hälften geteilt. Kleinere abgesonderte Vorkommen bestehen bei Le Moulin des Monts und bei Anvers im Osten von Vayres und sogar noch bei Les Gardelles 3 Kilometer nördlich von Oradour-sur-Vayres. Nur 4,5 Kilometer nordöstlich folgt dann der Cognac-la-Forêt-Leukogranit, der an seinem Südwestende eine nahezu identische Fazies besitzt.
Unmittelbar östlich von Chéronnac liegt im Leukogranit die Quelle der Charente. Die Tardoire fließt entlang der Südgrenze des Leukogranits. Der Ostteil des Leukogranits wird von linken Nebenflüssen der Vayres gen Norden entwässert. Der Mittel- und Westabschnitt drainieren über kleinere rechte Seitenarme nach Süden in die Tardoire. Die Höhenlagen im Leukogranit schwanken zwischen 216 Meter im Tal der Tardoire bei Lavauguyon und 329 Meter am Puybosse südlich von Vayres.

## Geologie

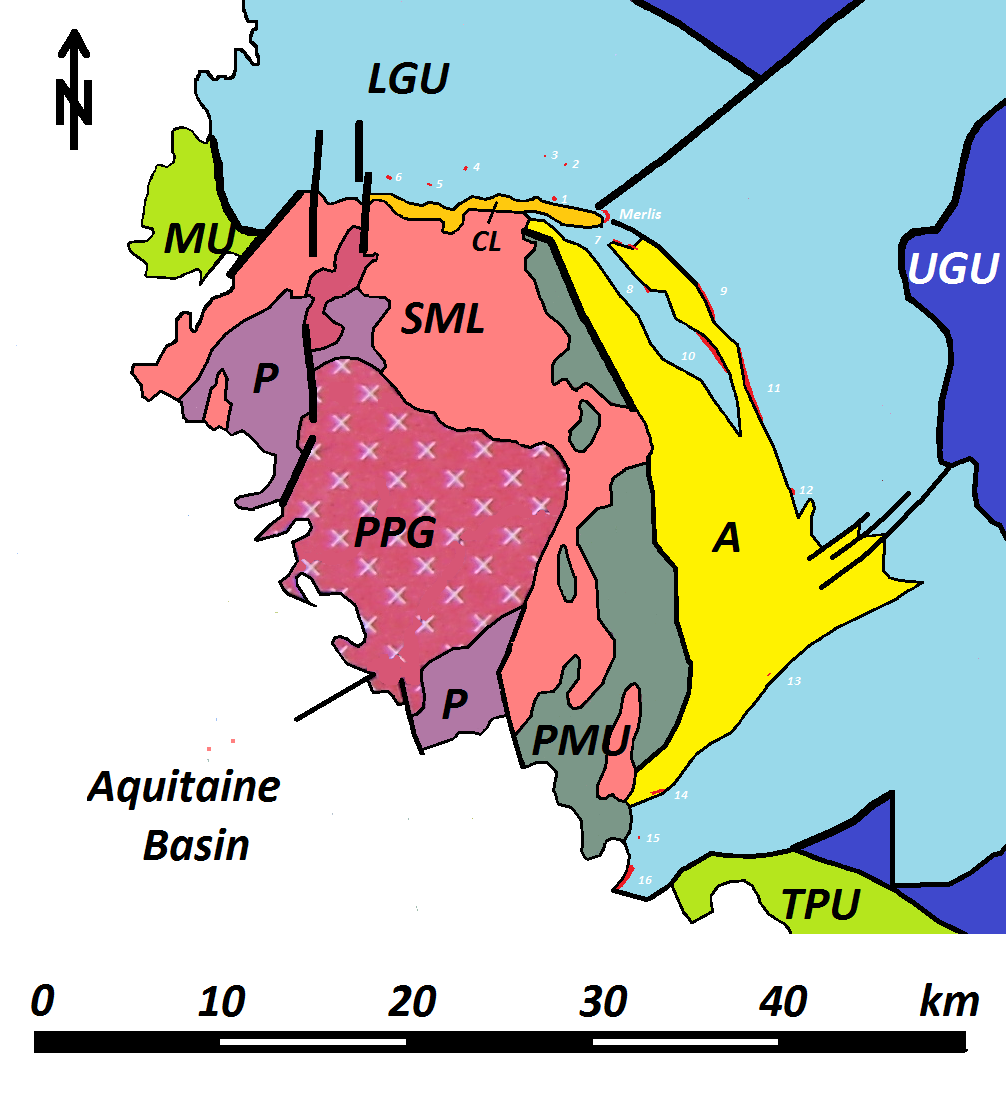
Geologische Karte des Saint-Mathieu-Doms, der Chéronnac-Leukogranit (CL) ist in Orange dargestellt.

Der Chéronnac-Leukogranit befindet sich geologisch am Nordrand des Saint-Mathieu-Doms, einer parautochthonen Aufwölbung des Grundgebirges im westlichen Massif Central. Er wird auf seiner Südseite vom Saint-Mathieu-Leukogranit begrenzt. Das nur 350 Meter breite Westende wird am Ruisseau du Cluzeau von einer Nord-Süd-streichenden Störung gegenüber dem Saint-Mathieu-Leukogranit abgeschnitten. Auf seiner Nordseite stößt der Leukogranit gegen Paragneise der Unteren Gneisdecke, die er kontaktmetamorph überprägt hat. Die Paragneise sind hochgradige, regionalmetamorphe Gesteine der Sillimanit-Zone. Am Kontakt zu den Paragneisen fällt der Leukogranit mit 20 bis 55° nach Norden ein. Der Kontakt kann auch störungsbedingt sein, so z. B. bei Noyers nordwestlich von Les Salles-Lavauguyon. Das abgerundete Ostende der Intrusion wird von Paragneisen umringt, wobei die Paragneise hier ein Umlaufen ihrer Streichrichtung von Ost auf Südost und schließlich auf Nordost an den Tag legen. Unmittelbar hinter dem Ostende erscheint der Merlis-Serpentinit, der kleinere Leukogranitvorkommen beherbergt. Diese Vorkommen setzen sich dann weiter nach Nordnordwesten entlang der Vayres fort, liegen aber hier in Paragneis. Das östlichste separate Vorkommen bei Les Gardelles ist in Leptynitgneise der Unteren Gneisdecke eingedrungen, welche hier Nordnordost-Streichen bei flachem Einfallen zeigen.

## Petrologie

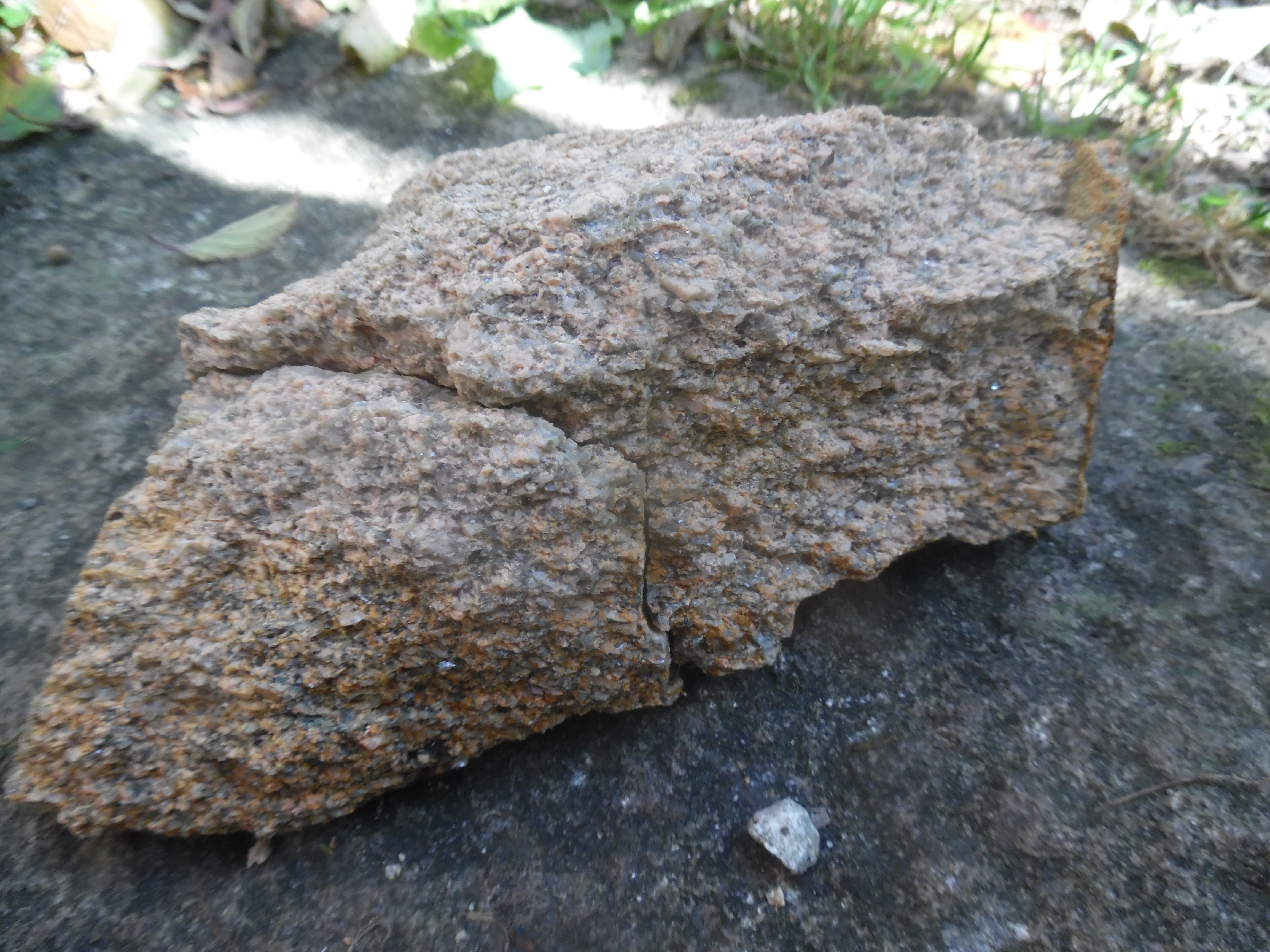
Handstück des Leukogranits von Puybosse bei Vayres

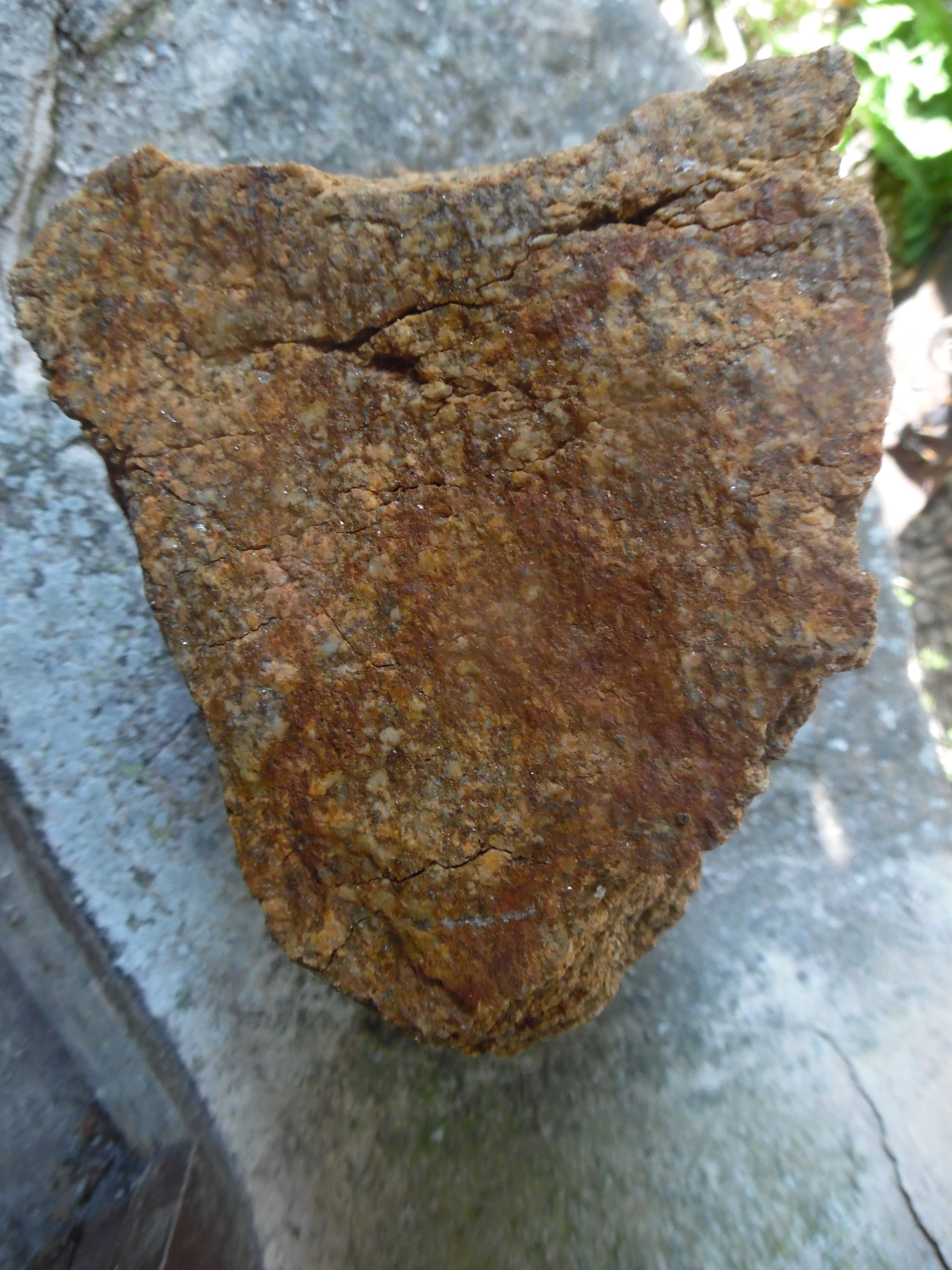
Handstück des Leukogranits von Le Chatenet. Es handelt sich hierbei um eine Verwerfungsfläche, nahezu senkrecht stehende Harnischstriemung ist zu erkennen.

Der Chéronnac-Leukogranit ist ein fein- bis mittelkörniger Zweiglimmer-Leukogranit, der eine deutliche Einregelung manifestiert. Es handelt sich um ein leukokrates, sehr Aluminium-reiches Gestein. Es sind zwei petrologische Fazies bekannt – einmal die leukokrate Normalfazies und eine untergeordnete subleukokrate Fazies, die mit 7 bis 10 Volumenprozent recht reich an Biotit ist. Letztere tritt in drei kleineren Körpern innerhalb der Normalfazies auf – beim Weiler La Côte, nordöstlich von La Buzatière und bei La Férandie.

### Mineralogie
Im Leukogranit treten folgende Minerale auf:
- Quarz
- Plagioklas
- Alkalifeldspat
- Biotit
- Muskovit

Als Akzessorien treten ferner auf:
- Ilmenit
- Rutil
- Granat
- Apatit
- Zirkon

Der Quarz ist vorwiegend als polykristalline Kugelaggregate ausgebildet, welche seltene Einschlüsse von Plagioklas und/oder Biotit enthalten. Selten erscheint er auch als kleine abgerundete Kristalle innerhalb der Feldspäte. Der Plagioklas – ein Oligoklas – liegt hypidiomorph bis idiomorph vor und ist manchmal zoniert (An10-23). Er ist gelegentlich unterschiedlich stark serizitisiert und zeigt farblose Mikrophyllite. Der Alkalifeldspat kann perthitisiert sein und tritt allotriomorph bis hypidiomorph auf. Manchmal umhüllt er kleine Plagioklase oder Biotite. Seine Serizitisierung ist nur mäßig. Er besteht zu 85 bis 88 Prozent aus Orthoklas und zu 12 bis 15 Prozent aus Albit. Die Muskovitlamellen sind von unterschiedlicher Größe und treten vereinzelt oder in Clustern auf. Oft zeigen sie Knickung. Der Biotit ist in der Normalfazies weniger häufig als der Muskovit. Er erscheint im frischen Zustand rotbraun. Er manifestiert Umwandlungserscheinungen nach Chlorit oder nach sekundärem Hellglimmer. Sein Chemismus ist etwas arm an Magnesium (6,3 bis 6,6 Prozent MgO), jedoch sehr reich an Aluminium (18,1 bis 18,5 Prozent Al2O3). Die Akzessorien erscheinen vorwiegend im Biotit. Der Granat ist abgerundet und in Quarz-Mikrokristallen eingeschlossen. Der Apatit enthält 4,5 Gewichtsprozent Fluor (Fluor-Apatit), das auch im Biotit (0,82 bis 1,06 Gewichtsprozent) und im Muskovit (0,35 Gewichtsprozent) erscheint.
Eine Besonderheit ist das Auftreten von Myrmekit im Plagioklas, der im Kontakt mit Alkalifeldspat steht.

### Chemismus
Vom Chéronnac-Leukogranit ist bisher nur eine einzige Analyse der biotitreichen Fazies von La Buzatière bekannt. Diese sei im Vergleich zum Cognac-la-Forêt-Leukogranit (Porphyrfazies) und zum Saint-Mathieu-Leukogranit aufgelistet:
| Oxid Gewichtsprozent | Chéronnac Leukogranit | Cognac-la-Forêt Leukogranit | Saint-Mathieu Leukogranit |
| -------------------- | --------------------- | --------------------------- | ------------------------- |
| SiO2                 | 69,60                 | 71,60                       | 72,82                     |
| TiO2                 | 0,69                  | 0,28                        | 0,35                      |
| Al2O3                | 16,02                 | 14,95                       | 15,44                     |
| Fe2O3                | 2,97                  | 2,03                        | 1,69                      |
| MnO                  | 0,04                  | 0,03                        | 0,04                      |
| MgO                  | 0,69                  | 0,57                        | 0,68                      |
| CaO                  | 1,43                  | 0,95                        | 1,05                      |
| Na2O                 | 3,14                  | 3,12                        | 3,50                      |
| K2O                  | 5,04                  | 5,38                        | 4,41                      |
| H2O                  | 1,33                  | 1,19                        | 1,14                      |
| A/Na+K               | 1,51                  | 1,37                        | 1,47                      |
| A/Na+K+Ca            | 1,21                  | 1,18                        | 1,24                      |

Unter den Spurenelementen wurden bestimmt: Barium 1087 ppm, Strontium 455 ppm, Kobalt 51 ppm, Vanadium 45 ppm, Chrom 36 ppm, Nickel 20 ppm und Kupfer 10 ppm.
Der Chéronnac-Leukogranit ist ein subleukokrater, peraluminöser (A/Na+K+Ca > 1,0), Kalium-betonter Zweiglimmer-Leukogranit, der eindeutig dem S-Typus angehört (A/Na+K+Ca > 1,1).

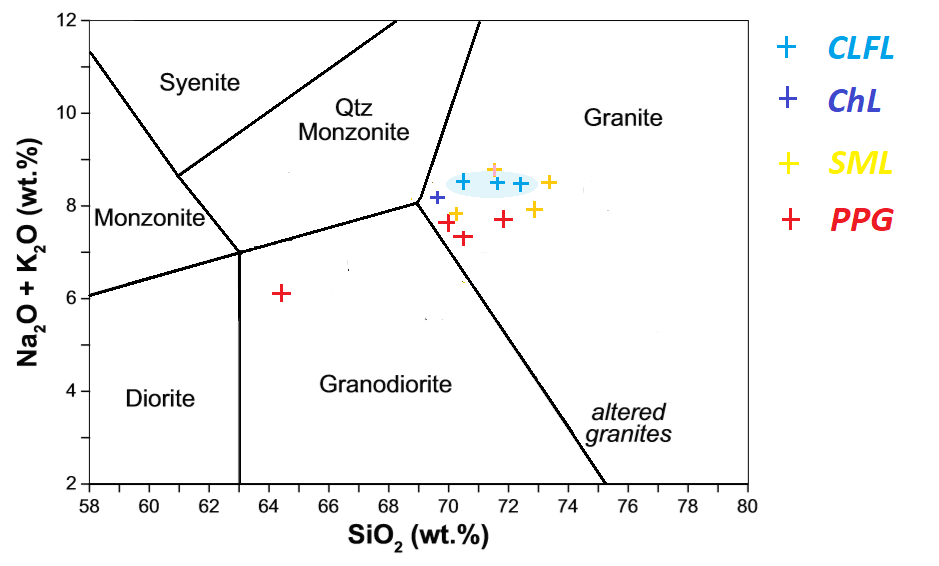
TAS-Diagramm des Chéronnac-Leukogranits (Dunkelblau) im Vergleich zu Granitoiden der Nachbarschaft.

## Inklusionen
Der Chéronnac-Leukogranit enthält zahlreiche hektometrische Fremdgesteinseinschlüsse. So führt er – ganz ähnlich dem Saint-Mathieu-Leukogranit unmittelbar südlich anschließend – in seinem südlichen Zentralteil in der Nähe der Tardoire bei Bord und Moulin de Raux linsenförmige Einschlüsse von Glimmerschiefern der Parautochthonen Glimmerschiefereinheit, deren Foliation mehr oder weniger Ost-West streicht und mit 33 bis 60° gen Nord einfällt. Weiter im Westen erscheinen bei Lavauguyon, Raverlat und bei Les Salles Einschlüsse von Paragneisen. Diese streichen anfangs Südost drehen aber dann in die Nordost-Richtung. Ihr Einfallswinkel ist mit 20 bis 45° relativ flach. Auch zwei Leptyniteinschlüsse treten hier auf. Zwei weitere Einschlüsse finden sich außerdem bei Bussac südwestlich von Vayres. Hier wurden in unmittelbarer Nähe zum Saint-Mathieu-Leukogranit Leptynitgneise aus der Unteren Gneisdecke inkorporiert. Ihre Streichrichtung ist Ostnordost und Ost bei einem Einfallen von 30 bis 35°.

## Gangintrusionen
Der Mittelteil des Chéronnac-Leukogranits wird wie der Nordrand des Saint-Mathieu-Leukogranits im Süden und der Paragneis im Norden von einer Gangschar aus Nordnordwest-streichenden (N 160), steilstehenden Mikrograniten durchsetzt. Ihre Mächtigkeit variiert zwischen 1 und 10 Meter. Die grauen bis dunkelgrauen Gesteine treten porphyrisch auf und lassen zwei Fazies erkennen, einmal biotitreich sowie biotitreich und gleichzeitig hornblende-führend. Die Gänge durchschlagen gleichzeitig beide Leukogranite sowie die Glimmerschieferinklusionen. Sie sind folglich eindeutig jünger und verweisen auf eine in Ostnordost-Richtung erfolgte Streckung.

## Vererzung
Im Chéronnac-Leukogranit ist nur eine einzige lokale Anreicherung an Blei/Zink bekannt. Es handelt sich um einen N 045 streichenden, mehr oder weniger senkrecht stehenden Quarzgang, der mit Bleiglanz, Zinkblende, Pyrit und Pyromorphit vererzt ist. Der Gang trägt die Nummer 5-4001 und befindet sich nur 400 Meter östlich von Chéronnac. Eine hier auf 131,5 Meter Tiefe vorgetriebene Sondierungsbohrung erbrachte folgendes hochinteressante Ergebnis: der Leukogranit nimmt nur die obersten 100 Meter ein und wird dann wider Erwarten von Paragneis unterlagert. Da sich die Bohrung nur 6 Kilometer südlich vom Impaktzentrum des Meteoritenkraters von Rochechouart-Chassenon befindet, wurden in der hangenden Leukogranitschicht mehrere Lagen monogener Einschlagsbrekzien (Typus B), eine Lage einer polygenen Einschlagsbrekzie (Typus C) sowie Kataklasite und assoziierte Pseudotachylite angetroffen. Der Nordrand des Leukogranits wurde somit eindeutig noch von Brekziengängen (Englisch breccia dykes) des Astroblems injiziert und die Lagerungsverhältnisse hierbei schwer gestört.

## Tektonik

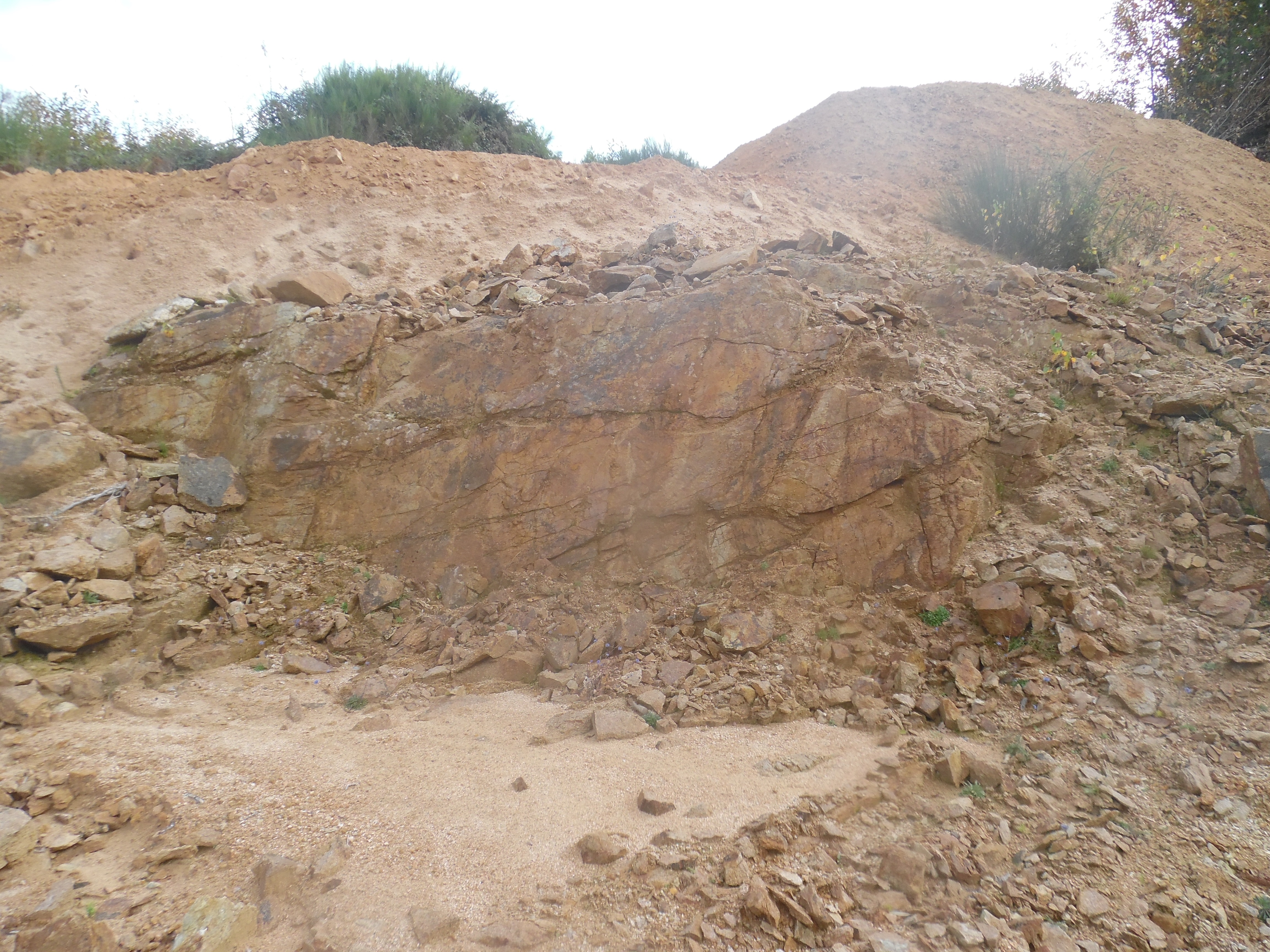
Aufschluss im Chéronnac-Leukogranit bei Puybosse südlich von Vayres. Der Leukogranit zeigt hier S-C-Strukturierung mit Schersinn Hangend nach rechts.

Bei Puybosse südlich von Vayres lassen sich flach-liegende S-C-Scherlinsen im Leukogranit erkennen. Ihre räumliche Anordnung lässt auf eine rechtsseitige Scherbewegung schließen, wobei das Hangende sich in südsüdwestliche Richtung bewegt hat. Wann diese Bewegungen stattgefunden haben, kann nicht eindeutig entschieden werden, möglicherweise noch während, auf jeden Fall aber nach der Bildung des Leukogranits. Denkbar ist auch ein Zusammenhang mit dem Einschlag des Meteoriten von Rochechouart, der ja den Nordrand des Leukogranits in Mitleidenschaft gezogen hat.
Neben den bereits angeführten Verwerfungen wird auch noch am Südrand bei Le Chatenet eine Ost-streichende Störung vermutet. Das tektonisch hervorstechendste Element dürfte aber zweifellos die Nordost-streichende Cordelle-Störung sein, an deren Südwestende südlich von Vayres der Chéronnac-Leukogranit zu liegen kommt. Die Cordelle-Störung ist eine bis zu 500 Meter breite kataklastische Bruchzone, an der die Nordwestseite eine bedeutende Absenkung erfuhr. An ihrer Südostseite sind der Corgnac-La-Fort-Leukogranit und der Peury-Leukogranit aufgedrungen. Die Cordelle-Störung mündet dann in die Nordnordost-streichende Nantiat-Störung – ein weiterer bedeutender Krustenbruch des Limousins. Die Auswirkungen der Bruchtektonik auf das Gestein lassen sich auch bereits durch Harnischstriemungen am Handstück erkennen.

## Alter
Am Chéronnac-Leukogranit ist noch keine radiometrische Altersdatierung vorgenommen worden. Er kann aber aufgrund seiner engen genetischen Assoziation mit dem Saint-Mathieu-Leukogranit und dem Cognac-la-Forêt-Leukogranit durchaus zeitlich eingestuft werden. So wurden beispielsweise der Saint-Mathieu-Leukogranit mit 315 ± 17 Millionen Jahren und der Cognac-la-Forêt-Leukogranit mit 308 ± 11 Millionen Jahren datiert. Der Chéronnac-Leukogranit kann folglich der Zeitspanne 315 bis 308 Millionen Jahre zugeordnet werden. Dies entspricht dem Pennsylvanium (frühes bis mittleres Oberkarbon), genauer dem Bashkirium bis Moskovium.